# Weltjugendtag 1997

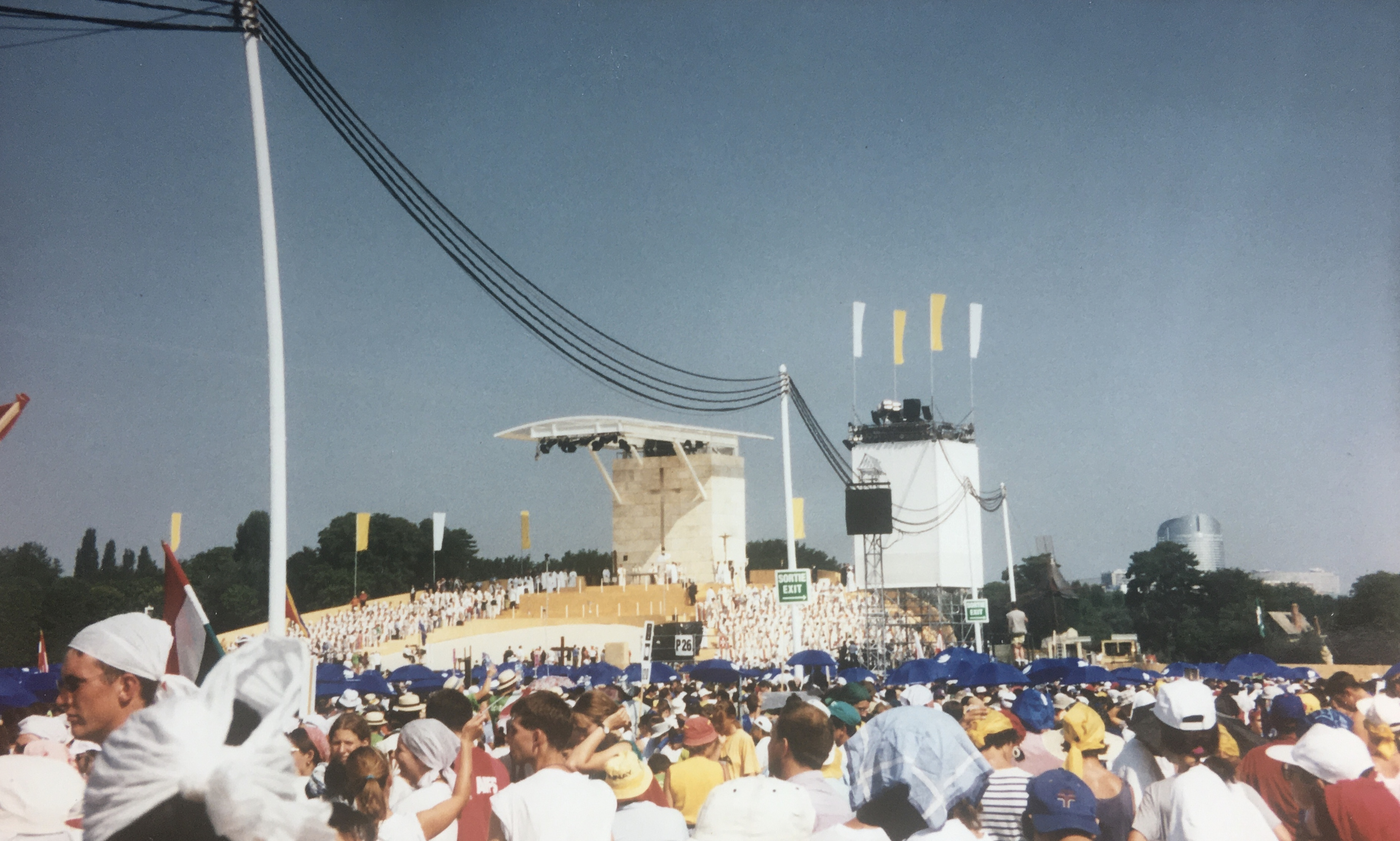
Weltjugendtag 1997 in Paris.

Der XII. Weltjugendtag war ein katholisches Jugendtreffen, das vom 19. bis zum 24. August 1997 in Paris stattfand. Es nahmen 1,1 Mio. junge Menschen teil. Das Motto des Treffens lautete:

„Meister, wo wohnst du? Kommt und seht!“

Die Abschlussmesse fand auf der Pferderennbahn Longchamp statt.
Die Hymne dieses Treffens war „Maitre et seigneur, venu chez vous“.
Erstmals fanden bei einem Weltjugendtag die inzwischen üblich gewordenen Tage in den Diözesen statt. Dabei verbringen die Teilnehmer einige Tage in einer Diözese des Gastlandes bei einer Familie, bevor sie in die Diözese des gastgebenden Weltjugendtages gehen, um dort gemeinsam ihren Glauben zu feiern. Außerdem wurde zum ersten Mal ein Kreuzweg durchgeführt.